# Josef Nix
Josef Nix (* 5. Oktober 1889 in Hofheim am Taunus; † 18. November 1964 ebenda) war ein deutscher Heimatforscher und Genealoge. Von Nix stammen mehrere Beiträge zur Geschichte der Stadt Hofheim.
Josef Nix wurde als Sohn des Landwirts Martin Nix geboren. Nach dem Besuch des humanistischen Gymnasiums in Höchst am Main studierte er ab 1909 an der Universität Göttingen. Sein Weg führte in zurück nach Höchst, wo er am dortigen Gymnasium als Studienrat tätig war. Später wechselte er an die Höhere Mädchenschule in Mayen. Schließlich kehrte er 1944 wieder in seinen Heimatort Hofheim zurück, wo er bis zu seinem Tod lebte.
Der Nachlass von Nix befindet sich im Stadtarchiv Hofheim.

## Quelle
- Otto Renkhoff: Nassauische Biographie. Kurzbiographien aus 13 Jahrhunderten. Wiesbaden, 1992